# 신준희
신준희(1938년 4월 4일 ~ )는 대한민국의 정치인이다. 제3·5대 보령시장을 역임했다.

## 학력
- 대천초등학교
- 대천중학교
- 중동고등학교
- 서울대학교 문리과대학 정치학과

## 역대 선거 결과
|  | 40.88% |

|  | 0% |

|  | 26.65% |

|  | 41.65% |

|  | 36.81% |

|  | 11.15% |

|  | 47.58% |

|  | 27.86% |